# Fritz-Reuter-Straße 27 (München)

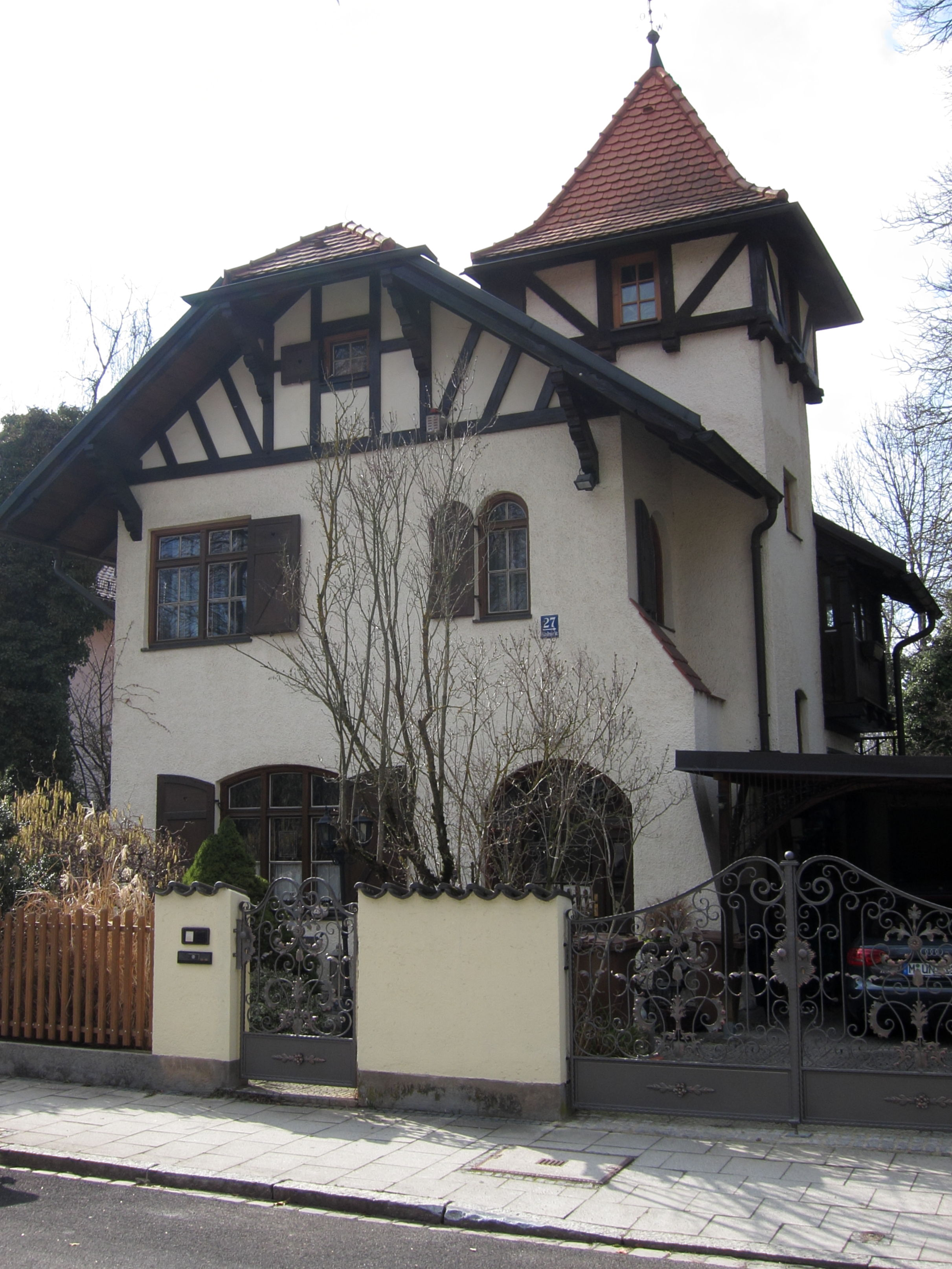
Villa Fritz-Reuter-Straße 27 im Stadtteil Obermenzing von München

Das Gebäude Fritz-Reuter-Straße 27 im Stadtteil Obermenzing der bayerischen Landeshauptstadt München wurde 1893 errichtet. Die Villa in der Fritz-Reuter-Straße, die zur Frühbebauung der Villenkolonie Pasing I gehört, ist ein geschütztes Baudenkmal.
Der zweigeschossige Krüppelwalmdachbau mit seitlichem Treppenturm, Pyramidendach und Zierfachwerk wurde nach Plänen des Architekturbüros August Exter im Heimatstil errichtet. Die Räume sind entlang eines engen Korridors hintereinander gestaffelt.